# Silvio Laurenzi
Pour les articles homonymes, voir Laurenzi.
Silvio Laurenzi (né le 20 mai 1936 à Rome où il est mort le 7 novembre 2021) est un costumier et un acteur italien.

## Biographie
Silvio Laurenzi commence sa carrière dans le cinéma dans la première moitié des années 1960 comme acteur dans divers films comme I tre nemici de Giorgio Simonelli en 1962 ou La commare secca de Bernardo Bertolucci la même année. En 1965, il joue un petit rôle dans la scène du bal masqué tournée à Rome dans Fantomas se déchaîne d'André Hunebelle.
À partir de la première moitié des années 1970, il alterne son activité d'acteur et celle de concepteur de costumes qui, au fil du temps, deviendra sa profession réelle. Malgré son activité de costumier, il ne disparait pas complètement du devant de la scène. En fait, depuis ses débuts, il personnifie souvent, dans les films, le stéréotype du petit homme drôle à tendance homosexuelle. C'est pourquoi, pendant les années 1970 et encore au cours de la décennie suivante, il est toujours très demandé et tourne dans des comédies commerciales italiennes, en particulier dans le genre de la comédie érotique italienne.
Pour citer quelques rôles de Silvio Laurenzi lorsqu'il délaissait son métier de costumier pour redevenir acteur, on peut évoquer deux films réalisés par Steno : La patata bollente (1979) dans lequel il échange quelques plaisanteries avec le personnage principal interprété par Renato Pozzetto et Mi faccia causa (1984), dans lequel il s'oppose, en tant qu'avocat de la défense, à un magistrat, joué par Christian de Sica, pour défendre son client, joué par Franco Caracciolo.

## Filmographie partielle

### Comme costumier
- 1972 : Les Rendez-vous de Satan (Perché quelle strane gocce di sangue sul corpo di Jennifer?) de Giuliano Carnimeo
- 1972 : Toutes les couleurs du vice (Tutti i colori del buio) de Sergio Martino
- 1972 : Le Couteau de glace (Il coltello di ghiaccio) d'Umberto Lenzi
- 1973 : Torso (I Corpi presentano tracce di violenza carnale) de Sergio Martino
- 1973 : La Guerre des gangs (Milano rovente) d'Umberto Lenzi
- 1975 : Un flic hors la loi (L'Uomo della strada fa giustizia) d'Umberto Lenzi
- 1983 : Sapore di mare de Carlo Vanzina
- 1992 : La Loi du désert (Beyond Justice) de Duccio Tessari
- 1992 : Un ours nommé Arthur (Un orso chiamato Arturo) de Sergio Martino

### Comme acteur
- 1962 : I tre nemici de Giorgio Simonelli
- 1962 : Les Recrues (La commare secca) de Bernardo Bertolucci
- 1965 : Fantomas se déchaîne d'André Hunebelle
- 1967 : 4 malfrats pour un casse de Piero Pierotti
- 1974 : La Révolte des gladiatrices (The Arena), de Steve Carver : Priscium
- 1979 : La patata bollente de Steno
- 1984 : Mi faccia causa de Steno